# Bogumił Antczak
Bogumił Antczak (ur. 7 maja 1938 w Łodzi) – polski aktor teatralny, filmowy i telewizyjny; także lektor.

## Życiorys
W 1961 został absolwentem Wydziału Aktorskiego Państwowej Wyższej Szkoły Filmowej, Telewizyjnej i Teatralnej im. Leona Schillera w Łodzi. 10 czerwca tego roku zadebiutował w teatrze. Również w 1961 nastąpił jego debiut filmowy w Samsonie oraz w Dwóch panach N.
Prawie cała jego działalność teatralna związana jest z łódzkim Teatrem im. Stefana Jaracza. Występował w nim w latach 1961–1995. Następnie przeniósł się do Teatru Powszechnego w Łodzi, gdzie pracował przez rok. Od 1996 na emeryturze.

## Spektakle teatralne
- 1960 – Sen nocy letniej jako Tezeusz (reż. Emil Chaberski)
- 1961 – Karykatury jako Jurowicz (reż. Ireneusz Kanicki)
- 1961 – Ondyna jako Bertram (reż. Maria Broniewska)
- 1961 – Dark Glory jako marynarz (reż. Feliks Żukowski)
- 1961 – Trzecia patetyczna (reż. Włodzimierz Bortko)
- 1962 – Volpone jako sędzia II (reż. Maria Broniewska)
- 1962 – Sześć postaci scenicznych... jako Maszynista (reż. Maria Wiercińska)
- 1962 – Kariera Artura Ui jako Oskarżyciel / Członek obstawy (reż. F. Żukowski, Barbara Jaklicz)
- 1963 – Wierna rzeka jako oficer (reż. Hanna Małkowska)
- 1963 – Antoniusz i Kleopatra jako Agryppa (reż. Józef Wyszomirski)
- 1963 – Jutro Berlin jako Jan Gniewosz (reż. J. Wyszomirski)
- 1963 – Malatesta jako Venier Varrano (reż. M. Broniewska)
- 1964 – Nagi król jako Henryk (reż. Janusz Kłosiński)
- 1964 – Wieczór Trzech Króli jako Orsino (reż. M. Wiercińska)
- 1964 – Niepokonani (reż. F. Żukowski)
- 1964 – Wyzwolenie (reż. J. Wyszomirski)
- 1964 – Kobiety z Niskavuori jako Simola (reż. Ewa Bonacka)
- 1965 – Ostatnia stacja jako Rosjanin (reż. Jerzy Walczak)
- 1965 – Kaligula jako II Patrycjusz (reż. Józef Gruda)
- 1965 i 1970 – Kolumbowie rocznik 20 jako Zygmunt (reż. B. Jaklicz)
- 1966 – Kaukaskie koło kredowe jako Simon (reż. Jerzy Grzegorzewski)
- 1966 – Czarownice z Salem jako John Proctor (reż. J. Walczak)
- 1966 – Namiestnik jako Witzel (reż. F. Żukowski)
- 1967 – Biała diablica jako Marcello (reż. J. Grzegorzewski)
- 1967 – Rozmowa jako mężczyzna III (reż. Maria Kaniewska)
- 1967 – Ogniem i mieczem jako Skrzetuski (reż. F. Żukowski)
- 1967 – Przełom jako Godun (reż. F. Żukowski)
- 1968 – Nie zapomnisz owych dni (reż. Olga Koszutska)
- 1968 – Niemcy jako Willi (reż. F. Żukowski)
- 1968 – Każdy kocha Opalę jako Joe Jankie (reż. M. Kaniewska)
- 1968 – Przedwiośnie jako Cezary Baryka (reż. B. Jaklicz)
- 1969 – Wesele jako Widmo (reż. J. Grzegorzewski)
- 1969 – Anabaptyści jako strażnik (reż. Abdellah Drissi)
- 1969 – Ballada o tamtych dniach jako Jacek (reż. F. Żukowski)
- 1970 – Irydion jako Irydion (reż. J. Grzegorzewski)
- 1970 – Jegor Bułyczow i inni jako Mokrousow (reż. F. Żukowski)
- 1970 – Tajemniczy ogród jako dr Craven (reż. Aleksander Strokowski)
- 1970 – Wszystko w ogrodzie jako Richard (reż. Halina Machulska)
- 1971 – Dwudziesta noc jako Szymon (reż. Zdzisław Jóźwiak)
- 1971 – Szklanka wody jako lord Bolingbroke (reż. M. Kaniewska)
- 1971 – Oskarżyciel jako Montane (reż. Jan Maciejowski)
- 1972 – Trędowata jako Ordynat Waldemar Michorowski (reż. Ryszard Sobolewski)
- 1973 – Photo finish jako Sam 40 (reż. Teresa Żukowska)
- 1973 – Zmierzch długiego dnia jako James (reż. M. Wiercińska)
- 1974 – Popiół i diament jako hrabia Teleżyński (reż. J. Maciejowski)
- 1974 – Dom jako Harry (reż. J. Maciejowski)
- 1975 – Burza jako Alonso (reż. Witold Zatorski)
- 1975 – Pigmalion jako profesor Henry Higgins (reż. Czesław Wołłejko)
- 1975 – Dni Turbinów jako Aleksy Turbin (reż. J. Maciejowski)
- 1976 – Warszawianka jako Skrzynecki (reż. J. Grzegorzewski)
- 1976 – Nie-Boska komedia jako Gość IV / Wolny człowiek / Chłop (reż. J. Maciejowski)
- 1976 – Adam i Ewa jako Bóg (reż. B. Jaklicz; także asystent reżysera)
- 1977 – Siódma rzeka jako Roland (reż. J. Maciejowski)
- 1977 – Koriolan jako Kajus Marcjusz, potem Koriolan (reż. J. Maciejowski)
- 1977 – Największa świętość jako kapitan milicji (reż. J. Maciejowski)
- 1978 – Dama kameliowa jako hrabia de Varville (reż. Wanda Laskowska)
- 1978 – Spisek koronacyjny jako Diabeł / Spiskowy / Kuruta (reż. J. Maciejowski)
- 1978 – Rozwód jako Adwokat Stojan Iwanow (reż. Nadiałko Jordanow)
- 1979 – Mąż i żona jako hrabia Wacław (reż. Jerzy Hutek)
- 1979 – Serenada jako Kogut (reż. Mikołaj Grabowski)
- 1980 – Rewizor jako Łuka Łukicz Chłopow (reż. Walery Fokin)
- 1980 – Pustaki jako Kazimierz Lichta (reż. Feliks Falk)
- 1980 – Polowanie na zięciów jako Cesenas (reż. m. Grabowski)
- 1980 – Krasnoludki, krasnoludki jako aktor / Król (reż. Włodzimierz Nurkowski)
- 1981 – Miłość w Wenecji jako Francois Barbier (reż. R. Sobolewski)
- 1981 – Jak wam się podoba jako Oliver (reż. Bohdan Hussakowski)
- 1982 – Hej kolęda, kolęda jako Kolędnik (reż. Jan Skotnicki)
- 1982 – Lęki poranne jako Med (reż. Bogdan Michalik)
- 1982 – Król Maciuś Pierwszy jako król Zły (reż. Ewa Gilewska)
- 1983 – Madame Sans-Gene jako Lefebvre / Adiutant cesarza (reż. Jerzy Gruza)
- 1983 – Derwisz i śmierć jako szef policji (reż. Zdravko Ristovic)
- 1983 – Wyjść jako Garry Cooper (reż. F. Falk)
- 1984 – Kamień na kamieniu jako Trzeci z Borowic (reż. J. Hutek)
- 1985 – Adrianna Lecouvreur jako ksiądz de Chazeuil (reż. B. Husakowski)
- 1986 – Ferdydurke jako Anty-Filidor (reż. B. Hussakowski)
- 1986 – Proces jako Informator (reż. J. Hutek)
- 1986 – Tytus, Romek i A’Tomek (reż. Ewa Markowska)
- 1987 – Wesele jako Rycerz (reż. B. Hussakowski)
- 1987 – Bunt komputerów jako profesor Novo (reż. Wojciech Kępczyński)
- 1988 – Samobójca jako Diakon (reż. Marcel Kochańczyk)
- 1988 – Eskurial jako Kat (reż. Andrzej Pawłowski)
- 1989 – Pożarcie błękitnej królewny jako Smok (reż. E. Gilewska)
- 1989 – Rozwód Figara jako hrabia Almaviva (reż. M. Kochańczyk)
- 1991 – Kubuś i jego pan jako komisarz (reż. W. Nurkowski)
- 1991 – Świętoszek jako oficer (reż. B. Hussakowski)
- 1996 – Odbita sława jako Robert Jaffey (reż. Marcin Sławiński)
- 1998 – Faust jako Poeta/Filemon (reż. Zdzisław Jaskuła)

źródło: https://encyklopediateatru.pl/osoby/1088/bogumil-antczak

### Spektakle Teatru Telewizji
- 1964 – Cela 267 (reż. Ireneusz Kanicki)
- 1968 – Sułkowski (reż. R. Sobolewski)
- 1970 – Irydion (reż. J. Grzegorzewski)
- 1970 – Powrót (reż. Jerzy Woźniak)
- 1971 – Jegor Bułyczow (reż. F. Żukowski)
- 1971 – Koniec podróży służbowej (reż. I. Kanicki)
- 1973 – Upadek kamiennego domu (reż. Tadeusz Worontkiewicz)
- 1974 – Patron dla bocznej ulicy jako zastępca Piechowiaka (reż. T. Worontkiewicz)
- 1980 – Pyłek w oku (reż. Jerzy Wójcik)
- 1981 – Domek z kart jako Prycz (reż. Marek Okopiński)
- 1983 – Wielki człowiek do małych interesów jako Alfred (reż. B. Jaklicz)
- 1983 – Samson i Dalila jako biskup Olszewski (reż. Maciej Zenon Bordowicz)
- 1985 – Wczesny odlot żurawi jako Jan (reż. M. Kaniewska)
- 1987 – Gniazdo głuszca jako Direlli (reż. Tadeusz Junak)
- 1987 – Klub jako Gerry Cooper (reż. F. Falk)
- 1988 – Dom, który zbudował Jonathan (reż. T. Junak)
- 1991 – Restauracja jako urzędnik (reż. Wojciech Adamczyk)
- 1992 – Sąd nad Brzozowskim jako Moraczewski (reż. Grzegorz Królikiewicz)

## Filmografia

### Produkcje fabularne
- 1961 – Dwaj panowie N jako Protokolant (nie występuje w czołówce)
- 1961 – Samson jako Więzień wydający obiad (nie występuje w czołówce)
- 1966 – Bokser jako mężczyzna w knajpie w rodzinnej miejscowości Tolka (nie występuje w czołówce)
- 1966 – Don Gabriel jako Sąsiad Tomickiego w schronie (nie występuje w napisach)
- 1967 – Westerplatte jako Wartownik (nie występuje w czołówce)
- 1969 – Ostatnie dni
- 1973 – Śledztwo jako Wiejski policjant
- 1975 – Kazimierz Wielki jako Starający się rękę Elżbiety, córki Kazimierza
- 1975 – Mazepa
- 1975 – Partita na instrument drewniany jako Pilecki
- 1977 – Biohazard jako doktor Egberg
- 1977 – Granica jako urzędnik w magistracie
- 1977 – Palace Hotel jako członek redakcji (nie występuje w czołówce)
- 1978 – Biały mazur jako „Lekarz” w warszawskiej fabryce
- 1978 – Do krwi ostatniej... jako Tłumacz Edena (nie występuje w napisach)
- 1979 – Aria dla atlety
- 1979 – Placówka jako Niemiec (nie występuje w czołówce)
- 1980 – Czułe miejsca jako minister
- 1980 – Zamach stanu
- 1981 – Bluszcz
- 1983 – Thais jako Dorion, uczestnik uczty
- 1984 – Przyspieszenie jako Gość weselny
- 1985 – Zielone kasztany jako doktor Sokołowski, ojciec Ewy, kochanek matki Irminy i Marka
- 1988 – And the Violins Stopped Playing jako lekarz w Oświęcimiu (nie występuje w czołówce)
- 1989 – Wiatraki z Ranley jako major Ratajski
- 1990 – Dziewczyna z Mazur jako Towarzysz Łukasz, przyjaciel Grycza
- 1991 – Dziecko szczęścia jako Tadzio, gospodarz przyjęcia
- 1991 – Kroll jako kapitan MO
- 1993 – Tu stoję (w cyklu C'est mon histoire) jako szef więziennictwa Iwanowski, kolega Bentkiewicza

### Seriale
- 1976 – Daleko od szosy jako mężczyzna zamawiający „Mikołaja” w „Puchatku” (nie występuje w czołówce)
- 1977 – Znak orła jako Rycerz polski
- 1978 – Życie na gorąco jako pułkownik węgierskiej milicji, szef Derego
- 1979 – Gazda z Diabelnej jako szabrownik
- 1981 – Najdłuższa wojna nowoczesnej Europy jako sekretarz Bismarcka
- 1987 – Komediantka jako Piesio, aktor w zespole Cabińskiego
- 1988 – Pogranicze w ogniu jako Michel, prezes Związku Przemysłowców Francuskich, przyjaciel Catherine
- 1989 – Kanclerz jako biskup
- 1990 – W piątą stronę świata

### Etiudy filmowe
- 1972 – Forteca
- 1974 – Egzamin
- 1975 – Bisowanie
- 1983 – Oko w oko
- 1984 – Siostry
- 1986 – Portret
- 1989 – Studio Q

## Odznaczenia i nagrody
- Krzyż Kawalerski Orderu Odrodzenia Polski (1979)
- Złoty Krzyż Zasługi (1974)
- Srebrny Medal „Zasłużony Kulturze Gloria Artis” (2009)
- Odznaka Honorowa „Zasłużony Działacz Kultury” (1978)
- Odznaka Honorowa Miasta Łodzi (1969)
- Wyróżnienie na X Kaliskich Spotkaniach Teatralnych w Kaliszu za rolę tytułową w spektaklu Irydion w Teatrze im. Stefana Jaracza w Łodzi (1970)
- Nagroda wojewody łódzkiego (1996)

## Życie prywatne
Ma syna Piotra, który również jest aktorem.